# Censored Eleven
The Censored Eleven (Els onze censurats) és un grup de curtmetratges de Looney Tunes i Merrie Melodies que va ser eliminats de redifusió per United Artists el 1968. Quan Warner Brothers va cedir a Associated Artists Productions la seua llibreria de curtmetratges d'animació per emetre'ls a televisió, es va decidir no emetre aquests onze curts per televisió per considerar-se ofensius per al públic pel tracte que mostraven vers els personatges de raça negra. La censura va ser iniciada per United Artists i s'ha mantingut per part dels propietaris del catàleg dels Looney Tunes.

## Controvèrsia
Molts de curts de dècades passades són emesos de forma rutinària a les televisions internacionals, així com editats en vídeo i DVD. Usualment, l'única censura considerada com a necessària és l'eliminació d'acudits racistes, en lloc d'editar aquells acudits contentius de violència gràfica o escenes on el personatge incite a imitar conductes considerades com a impròpies (com el consum de tabac, alcohol, píndoles, utilització de químics perillosos, manipulació inapropiada de pirotècnia o maltractament animal). Un exemple d'acudit clàssic dels dibuixos animats el podem trobar en la sèrie Tom i Jerry de la Metro-Goldwyn-Mayer, referit a la transformació del personatge en una caricatura de raça negra (en anglès: Blackface) després d'una explosió a prop de la cara. Sols calen petits talls del material que siga inapropiat perquè el curtmetratge esdevinga acceptable per als televidents.
En el cas dels Censored Eleven, el tema del racisme és tan essencial i complex que els seus respectius amos creuen que no hi ha manera d'editar-los i no són acceptables per a la seua distribució.
Historiadors d'animació i estudiosos del cinema tracten de defensar dos curts dirigits per Bob Clampett, "Coal Black and de Sebben Dwarfs" i "Tin Pan Alley Cats". El primer una paròdia basada en el clàssic de Walt Disney "Snow White and the Seven Dwarfs" completament realitzada amb música Jazz, sovint inclòs en les llistes dels millors dibuixos animats de la història, mentre que el segon és una reinterpretació del clàssic curtmetratge de Clampett de 1938 "Porky in Wackyland" també en versió Jazz. Tot i que per la realització d'aquests curtmetratges s'ha acusat a Clampett de racista, estudiosos de l'animació puntualitzen que el mateix Clampett era un avançat al seu temps i era amic de molts dels millors músics de l'escena del jazz de Los Angeles. Totes les cares que es veuen en Tin Pan Alley Cats i Coal Black and de Sebben Dwarfs són caricatures de músics reals amb qui sortia en els clubs de blues i jazz de l'Avinguda Central en els anys 1940. Ell va remarcar que alguns d'aquests músics fins i tot van participar en l'enregistrament de la banda sonora d'ambdós dibuixos.
Quan el 1986 es van obtenir tots els drets dels curts de la Warner Bros d'abans de 1948, Ted Turner va decidir que era millor que no es distribuís o no transmetés cap dels dibuixos animats dels Censored Eleven.
Des que Time Warner va comprar Turner Broadcasting, aquesta decisió s'ha respectat, si bé de manera oficial s'han editat alguns d'aquests curts, en DVDs dirigits al públic especialitzat i amb missatges advertint del contingut dels curts i contextualitzant-los.
A banda del Censored Eleven, hi ha més curtmetratges d'animació de Warner Brothers que ja no es troben en circulació, bàsicament curtmetratges del primer personatge animat de la companyia, molts d'ells protagonitzats pel personatge Bosko, així com curtmetratges de l'època de la Segona Guerra Mundial on hi han acudits racistes contra els japonesos.

## Llista del Censored Eleven
Els curts del Censored Eleven són:
- 1: Hittin' The Trail For Hallelujah Land (1931, dirigida per Rudolph Ising)[1]
- 2: Sunday Go to Meetin' Time (1936, dirigida per Friz Freleng)[2]
- 3: Clean Pastures (1937, dirigida per Freleng)[3]
- 4: Uncle Tom's Bungalow (1937, dirigida per Tex Avery)[4]
- 5: Jungle Jitters (1938, dirigida per Freleng)[5]
- 6: The Isle of Pingo Pongo (1938, dirigida per Avery)[6]
- 7: All This And Rabbit Stew (1941, dirigida per Avery)[7]
- 8: Coal Black and de Sebben Dwarfs (1943, dirigida per Robert Clampett)[8]
- 9: Tin Pan Alley Cats (1943, dirigida per Clampett)[9]
- 10: Angel Puss (1944, dirigida per Chuck Jones)[10]
- 11: Goldilocks and the Jivin' Bears (1944, dirigida per Freleng)[11]

Friz Freleng va dirigir quatre curts d'aquesta llista, seguit per Tex Avery amb tres, i Bob Clampett amb sols dos curts. Els segueixen Rudolf Ising i Chuck Jones, amb un de sol. Angel Puss és l'únic dibuix animat dirigit per Chuck Jones i l'únic de Looney Tunes. La resta són de Merrie Melodies.